# 超時空要塞7
《超時空要塞 7》（日語：マクロス7；）是日本動畫《超時空要塞》的系列作品，於1994年首先在TBS系（高知電視台除外）播出，臺灣的中視（1996年）、三立都會台與超視以及香港的無綫電視翡翠台皆有播出。《超時空要塞 7》為當時臺灣代理商博英社所用之譯名（現已無代理）。港版譯名方面，由於翡翠台播出時正值亞洲電視本港台播放《新世紀福音戰士》期間，無綫電視硬把片名冠以「新世紀」三字（卻刪掉後面的「7」）而成為《新世紀超時空要塞》。

## 故事簡介
人類與傑特拉帝人在第一次星間戰爭之後握手言和。2038年從地球派出第37次超長距離宇宙移民船團－新Macross級超大型船團7號（NMCV-007）前往太空深處尋找適合人類生活的星球，直到2045年遇見神祕的原始惡魔軍團......（襲擊超時空要塞七號的是被普羅多惡魔洗腦操控的2043年巴洛塔調查部隊）。
『普羅多』族為宇宙第一個擁有文化的種族，在文明高度發展過程中分裂為二大勢力，雙方在向宇宙擴張勢力版圖時爆發衝突，雙方都同時發展出巨型生物兵器『傑特拉帝』（女性稱：『美特蘭蒂』）以遂行戰鬥，在戰爭蔓延擴大到整個宇宙時的戰爭末期，『普羅多』族為克制敵方的『傑特拉帝』而製造出七具戰鬥生物兵器：『艾比爾』（日語：エビル），但是在尚未啟動前即被來自異次元的純精神能量生命體スピリチア(su-pi-ri-chia)佔據操縱，大約在地球紀年前50萬年，『普羅多』幾近覆滅才將其封印於一顆冰封的先進科學行星(後來人類所發現的巴洛塔3198XE星系第4行星)。
2043年巴洛塔（日語：バロータ）3198XE星系第4行星特別調查部隊，在調查當地的『普羅多』（Proto）遺跡時意外使附身在『艾比爾』身上的『普羅多惡魔』（Protodevilns）覺醒，並將巴洛塔調查部隊洗腦為己所用。
超時空要塞五號船團降落殖民『拉克斯』行星後，也遭到普羅多惡魔和巴洛塔軍襲擊及洗腦。
本作敘述熱氣巴薩拉（Basara Nekki），米蓮·吉納斯（Mylene Flare Jenius），雷伊·拉布洛克（Ray Lovelock），比希達·費斯（Veffidas Feaze）等人以搖滾團體Fire Bomber在MACROSS 7活動的故事。

## 主要角色
熱氣巴薩拉（Basara Nekki，CV：林延年（神奈延年）/ TVB郭志權，VCD羅偉傑、歌：福山芳樹）
男主角之一，吉他手，是樂團Fire Bomber的主唱之一。初登場時21歲，擅長駕駛機器人，並且試圖用歌聲來感動『普羅多惡魔』和巴洛塔人（遭普羅多惡魔洗腦的巴洛塔第四行星調查部隊和超時空要塞五號船團人員），座機為VF-19改熱氣巴薩拉專用機。
港譯為火焰巴沙拿。
米蓮·吉納斯（Mylene Flare Jenius，CV：櫻井智→平野绫 / TVB沈小蘭，VCD周文瑛、歌：梶浦千枝）
女主角，擔任貝斯手，也是樂團Fire Bomber的主唱之一。初登場時14歲，是地球人（馬克斯米利安·吉納斯）艦長與傑特拉帝人（米莉亞·芬莉娜·吉納斯）市長所生的混血兒，么女﹙七姊妹中排行排行第七﹚。
卡姆林·木崎（Gamlin Kizaki，CV：子安武人 / 何國星）
男主角之一，是一位優秀統合軍的飛行員，隸屬於鑽石武力小隊。
雷伊·拉布洛克（Ray Lovelock，CV: 菅原正志 / 黎偉明）
樂團Fire Bomber的團長兼鍵盤手，曾經是統合軍的飛行員。
比希達·費斯（Veffidas Feaze，CV：高乃麗 / 林丹鳳）
傑特拉帝人，樂團Fire Bomber的鼓手，相當沉默寡言。
馬克斯米利安·吉納斯（Maximilian Jenius，CV：速水獎 / 招世亮）
Macross7船團司令兼Battle7艦長，米蓮之父，一般時稱馬克斯（マックス）。
米莉亞·芬莉娜·吉納斯（Milia Fallyna Jenius，CV：竹田えり/ 袁淑珍）
Macross7船團都市艦City7市長，米蓮之母，傑特拉帝人。

## 用語
Spiritia
在超時空要塞7之中引進一種全新的設定，就是Spiritia。Spiritia是一種能量，從自然生物到人類與Zentradis都有。當Spiritia被Protodevilns所吸取時，人類與Zentradis會陷入昏迷，甚至死亡。
Anima Spiritia
Song Energy
歌的能源。在「超時空要塞」中，歌的能源被設定在「文化衝擊」。在超時空要塞7中更拓展成可以再生Spiritia。
Protodevilns
又譯「原始惡魔」，另一個平行宇宙中的純精神能量生命體スピリチア(su-pi-ri-chia)。
大約在地球時間紀元前50萬年，被「原始文化」封印於一顆冰封的先進科學行星(也就是後來地球人類所發現的"巴洛塔3198XE星系"第4行星)，因而沉睡，稱之為「原始文化惡魔封印之戰」。於之後西元2043年(AD.2043)，地球統合軍派遣特殊調查船團前往3198XE星系第4行星，調查在那發現的「原始文化」遺跡，作業過程意外地造成「原始惡魔」的覺醒。
Zentradis
譯為「傑特拉帝人」，是「原始文化」利用遺傳因子操作所創造出的巨大異星人。
在本作設定上，受統合軍宣傳電影《超時空要塞：愛，還記得嗎？》的影響，稱女性傑特拉帝人為「美特蘭帝」。

## 電視動畫

### 製作人員
- 原作：河森正治
- 監督：網野哲郎
- 系列構成：富田祐弘
- 角色原案：美樹本晴彦
- 角色設計：桂憲一郎
- 機械設計：宮武一貴、河森正治
- 音響監督：鶴岡陽太
- 音響效果：蔭山満（Fizz Sound Creation）
- 動畫製作：Production REED
- 製作：毎日放送、Big West

### 主題曲
片頭曲
- 『SEVENTH MOON』

作詞：K.INOJO、作曲・編曲：河内淳貴、歌：Fire Bomber
片尾曲
- 『MY FRIENDS』（1 - 35話）

作詞：M.MEG、作曲：川野美紀、編曲：河内淳貴、歌：Fire Bomber
- （36 - 48話）

作詞：チエ・カジウラ、作曲・編曲：大田要、歌：チエ・カジウラ
- （最終話）

作詞：K.INOJO、作曲・編曲：河内淳貴、歌：福山芳樹
插入曲
- 『PLANET DANCE』

歌： FIRE BOMBER
- 『MY FRIENDS』

歌： FIRE BOMBER（チエ・カジウラ）
歌：FIRE BOMBER
- 『MY SOUL FOR YOU』

歌： FIRE BOMBER（福山芳樹）
- 『SWEET FANTASY』

歌： FIRE BOMBER（チエ・カジウラ）
- 『REMEMBER 16』

歌： FIRE BOMBER
- 『HOLY LONELY LIGHT』

歌： FIRE BOMBER
- 『LIGHT THE LIGHT』

歌： FIRE BOMBER
歌： FIRE BOMBER（チエ・カジウラ）
- 『SUBMARINE STREET』

歌： FIRE BOMBER（福山芳樹）
- 『POWER TO THE DREAM』

歌： FIRE BOMBER（福山芳樹）
- 『TRY AGAIN』

歌： FIRE BOMBER
歌： FIRE BOMBER（櫻井智）
- 『Galaxy』

歌： Alice Holiday
歌： FLASCHAKAYA
- 『Groove Along』

歌： POWER OF TOWER

### 每話列表
- 電視未播放3話，《最強的女人艦隊》原是DVD第13卷收錄的特典，其餘是OVA《超時空要塞7 Encore》。

| 話数 | 日文標題 | 中文標題           | 劇本     | 分鏡     | 演出             | 作畫監督           | 電視首播日     |
| ---- | -------- | ------------------ | -------- | -------- | ---------------- | ------------------ | -------------- |
| 1    |          | 激情演唱會         | 富田祐弘 | 網野哲郎 | 藤本義孝         | 桂憲一郎、前田明寿 | 1994年10月16日 |
| 2    |          | 靈魂指數           | 富田祐弘 | 網野哲郎 | 棚橋一德         | 志村泉、崎山知明   | 1994年10月23日 |
| 3    |          | 火燄緊急出動       | 隅澤克之 | 藤本義孝 | 村山靖           | 高見明男、前田明寿 | 1994年10月30日 |
| 4    |          | 吸血鬼士兵         | 大橋志吉 | 吉田俊司 | 吉田俊司         | 鈴木二郎           | 1994年11月6日  |
| 5    |          | 靈魂女孩           | 富田祐弘 | 村山靖   | 日下直義         | 新羽高一浪         | 1994年11月13日 |
| 6    |          | 第一次接觸         | 隅澤克之 | 牛草健   | 牛草健           | 增谷三郎           | 1994年11月20日 |
| 7    |          | 夏日意外事故       | 大橋志吉 | 藤本義孝 | 藤本義孝         | 桂憲一郎、伊藤浩二 | 1994年11月27日 |
| 8    |          | 第一發炸彈         | 富田祐弘 | 棚橋一德 | 棚橋一德         | 志村泉、崎山知明   | 1994年12月4日  |
| 9    |          | 天使之夜           | 隅澤克之 | 網野哲郎 | 藤本義孝         | 前田明寿           | 1994年12月11日 |
| 10   |          | 埋藏已久的過去     | 大橋志吉 | 吉田俊司 | 吉田俊司         | 鈴木二郎           | 1994年12月18日 |
| 11   |          | 明美錄影帶         | 富田祐弘 | 藤本義孝 | 勝亦祥視         | 新羽高一浪         | 1994年12月25日 |
| 12   |          | 靈魂農場           | 大橋志吉 | 牛草健   | 牛草健           | 增谷三郎           | 1995年1月8日   |
| 13   |          | 瞬間移動之後       | 隅澤克之 | 藤本義孝 | 勝亦祥視         | 新羽高一浪         | 1995年1月15日  |
| 14   |          | 戰鬥女市長         | 富田祐弘 | 棚橋一德 | 棚橋一德         | 志村泉、崎山知明   | 1995年1月22日  |
| 15   |          | 少女的嫉妒         | 大橋志吉 | 吉田俊司 | 吉田俊司         | 鈴木二郎           | 1995年1月29日  |
| 16   |          | 戰場上的音樂盒     | 隅澤克之 | 藤本義孝 | 藤本義孝         | 桂憲一郎、伊藤浩二 | 1995年2月5日   |
| 17   |          | 美麗的惡魔         | 富田祐弘 | 網野哲郎 | 加戶誉夫         | 前田明寿           | 1995年2月12日  |
| 18   |          | 墮落的小惡魔       | 大橋志吉 | 牛草健   | 牛草健           | 增谷三郎           | 1995年2月19日  |
| 19   |          | 拼命的約會         | 隅澤克之 | 土蛇我現 | 日下直義         | 新羽高一浪         | 1995年2月26日  |
| 20   |          | 淑女的誘惑         | 富田祐弘 | 棚橋一德 | 棚橋一德         | 志村泉、崎山知明   | 1995年3月5日   |
| 21   |          | 危險之吻           | 大橋志吉 | 藤本義孝 | 勝亦祥視         | 深澤幸司           | 1995年3月12日  |
| 22   |          | 熱火男兒           | 隅澤克之 | 吉田俊司 | 吉田俊司         | 岩井優器           | 1995年3月19日  |
| 23   |          | 音樂武力           | 富田祐弘 | 日下直義 | 日下直義         | 新羽高一浪         | 1995年3月26日  |
| 24   |          | 旋轉木馬           | 大橋志吉 | 牛草健   | 牛草健           | 增谷三郎           | 1995年4月2日   |
| 25   |          | 深夜的雙重唱       | 隅澤克之 | 棚橋一德 | 棚橋一德         | 志村泉、崎山知明   | 1995年4月9日   |
| 26   |          | 拉克斯星的死鬥     | 富田祐弘 | 藤本義孝 | 藤本義孝         | 後藤圭二、伊藤浩二 | 1995年4月16日  |
| 27   |          | 七種顏色的歌聲能源 | 大橋志吉 | 河森正治 | 松園公、藤本義孝 | 前田明寿           | 1995年4月23日  |
| 28   |          | 歌聲新武器         | 隅澤克之 | 吉田俊司 | 吉田俊司         | 岩井優器           | 1995年4月30日  |
| 29   |          | 爸爸、媽媽再度相愛 | 富田祐弘 | 日下直義 | 日下直義         | 新羽高一浪         | 1995年5月7日   |
| 30   |          | 三角關係的公式     | 大橋志吉 | 牛草健   | 牛草健           | 增谷三郎           | 1995年5月14日  |
| 31   |          | 熱愛醜聞           | 隅澤克之 | 貞光紳也 | 藤本義孝         | 後藤圭二、伊藤浩二 | 1995年5月21日  |
| 32   |          | 干擾之鳥           | 富田祐弘 | 棚橋一德 | 棚橋一德         | 志村泉、崎山知明   | 1995年5月28日  |
| 33   |          | 背叛與少女之淚     | 大橋志吉 | 藤本義孝 | 日下直義         | 新羽高一浪         | 1995年6月4日   |
| 34   |          | 基基爾唱歌的日子   | 隅澤克之 | 吉田俊司 | 吉田俊司         | 岩井優器           | 1995年6月11日  |
| 35   |          | 二人的夜晚         | 大橋志吉 | 日下直義 | 前田光悅         | 深澤幸司           | 1995年6月18日  |
| 36   |          | 男人的熱歌         | 隅澤克之 | 牛草健   | 牛草健           | 增谷三郎           | 1995年6月25日  |
| 37   |          | 宇宙遺跡之謎？     | 富田祐弘 | 棚橋一德 | 棚橋一德         | 志村泉、崎山知明   | 1995年7月2日   |
| 38   |          | 禁忌之星的希維爾   | 富田祐弘 | 藤本義孝 | 藤本義孝         | 後藤圭二、伊藤浩二 | 1995年7月9日   |
| 39   |          | 巴薩拉回來了       | 網野哲郎 | 藤本義孝 | 藤本義孝         | 桂憲一郎           | 1995年7月16日  |
| 40   |          | 超越星球的思緒     | 大橋志吉 | 吉田俊司 | 吉田俊司         | 岩井優器           | 1995年7月23日  |
| 41   |          | 我最喜歡米蓮！     | 隅澤克之 | 日下直義 | 前田光悅         | 新羽高一浪         | 1995年7月30日  |
| 42   |          | 危險的俘虜計畫     | 富田祐弘 | 牛草健   | 牛草健           | 增谷三郎           | 1995年8月6日   |
| 43   |          | 生離死別           | 大橋志吉 | 棚橋一德 | 棚橋一德         | 志村泉、崎山知明   | 1995年8月13日  |
| 44   |          | 惡夢的突進作戰     | 隅澤克之 | 藤本義孝 | 藤本義孝         | 杉光登             | 1995年8月20日  |
| 45   |          | 野心之星           | 富田祐弘 | 吉田俊司 | 吉田俊司         | 岩井優器           | 1995年8月27日  |
| 46   |          | 卡姆林的叛亂       | 大橋志吉 | 日下直義 | 前田光悅         | 新羽高一浪         | 1995年9月3日   |
| 47   |          | 巴薩拉死了         | 隅澤克之 | 牛草健   | 牛草健           | 增谷三郎           | 1995年9月10日  |
| 48   |          | 米蓮揮淚熱唱       | 富田祐弘 | 棚橋一德 | 棚橋一德         | 志村泉、崎山知明   | 1995年9月17日  |
| 49   |          | 歌聲傳遍銀河系     | 富田祐弘 | 網野哲郎 | 藤本義孝         | 前田明寿           | 1995年9月24日  |
| 50   |          | 舞台上             | 富田祐弘 | 吉田俊司 | 吉田俊司         | 岩井優器           | 電視未播放     |
| 51   |          | 妳比較喜歡誰？     | 大橋志吉 | 日下直義 | 日下直義         | 佐藤和巳           | 電視未播放     |
| 52   |          | 最強的女人艦隊     | 隅澤克之 | 藤本義孝 | 藤本義孝         | 桂憲一郎           | 電視未播放     |

## 遊戲
- マクロス７－銀河のハートを奮わせろ！！－(Game Boy Color)
- Macross Ace Frontier（英语：Macross Ace Frontier）－(PSP)

## 外部連結
- マクロス公式サイト （页面存档备份，存于）
- ビックウエスト・アドによるマクロスシリーズの作品紹介